# 내약성
내약성(tolerability)이란 약물을 투여했을 때 환자 또는 임상피험자가 부작용이나 불편감을 견뎌낼 수 있는 정도를 말한다.

## 같이 보기
- 부작용